# Tylomyces gummiparus
Tylomyces gummiparus är en svampart som beskrevs av Cortini 1921. Tylomyces gummiparus ingår i släktet Tylomyces, divisionen sporsäcksvampar och riket svampar.   Inga underarter finns listade i Catalogue of Life.